# Colin Heath
Colin Heath (Chesterfield, 31 de dezembro de 1983) é um ex-futebolista inglês que atuou como atacante ou meio-campista ofensivo no Cambridge United, Swindon Town, Chesterfield e Macclesfield Town e no clube belga Royal Antwerp.